# Cabillus atripelvicus
Cabillus atripelvicus es una especie de pez de la familia de los Gobiidae en el orden de los Perciformes.

## Morfología
Los machos pueden llegar a alcanzar los 4,1 cm de longitud total.

## Hábitat
Es un pez de mar y de clima templado y bentopelágico que vive entre 17-55 m de profundidad. 

## Distribución geográfica
Se encuentra en el Japón. 

## Observaciones
Es inofensivo para los humanos. 